# Reynato Puno

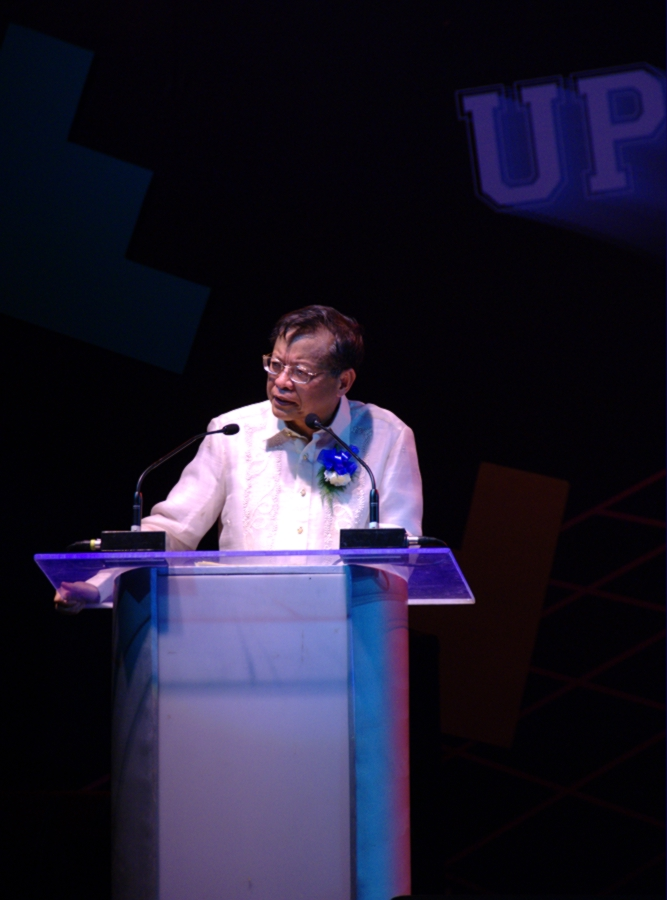
Reynato Puno (2007)

Reynato Puno y Serrano  (* 17. Mai 1940) war vom 8. Dezember 2006 bis zum 17. Mai 2010 der 23. Vorsitzende Richter des philippinischen Obersten Gerichtshofes. Ihm folgte Renato Corona. Davor war er Associate Justice von 1993 bis 2006.